# Epiphany (Sweeney Todd)
Epiphany è una canzone del musical The Demon Barber of Fleet Street di Stephen Sondheim.

## Interpreti famosi
Nel debutto del musical nel 1979 il personaggio di Sweeney Todd, e quindi anche la canzone, fu interpretato da Len Cariou.
Nella versione video del 1982 il personaggio fu interpretato da George Hearn, il più amato cantante di questa canzone.
Fu sempre George Hearn che interpretò Sweeney e cantò la canzone in "Sweeney Todd in concert" del 2001.
Micheal Cervis cantò la canzone nel CD del 2005 "Sweeney Todd: Broadway Cast Recording" con Patti LuPone.
Nella versione cinematografica del 2007 di Tim Burton (Sweeney Todd - Il diabolico barbiere di Fleet Street) il personaggio fu interpretato da Johnny Depp, che recitò la parte parlata e cantata in modo punk rock. Lo stesso anno David Shannon ha interpretato il ruolo al Gate Theatre di Dublino, ricevendo una standing ovation per la sua performance.
La canzone è stata anche cantata da Christopher Lee nel 1996.

## Nel musical
La canzone è la penultima del primo Atto, durante la quale Sweeney Todd giura di vendicarsi del giudice e uccidere tutte le persone che entreranno nella sua bottega.